# Lucavăț, Vijnița
Lucavăț (în ucraineană Лукавці, transliterat: Lukavți, până în 2005 Луківці, transliterat Lukivți), întâlnit și sub formele de Lucavăț pe Siret sau Luncavăț (în poloneză Łukawiec și în germană Lukawetz) este localitatea de reședință a comunei cu același nume din raionul Vijnița, regiunea Cernăuți, Ucraina. Are 2,608 locuitori, preponderent ucraineni (huțuli).
Satul este situat la o altitudine de 413 metri, pe malul râului Siretul Mare, în partea de centru-est a raionului Vijnița. De această comună depind administrativ satele Lipoveni, Maidan-Lucavăț, Vahnăuți și Volcineț.

## Istorie

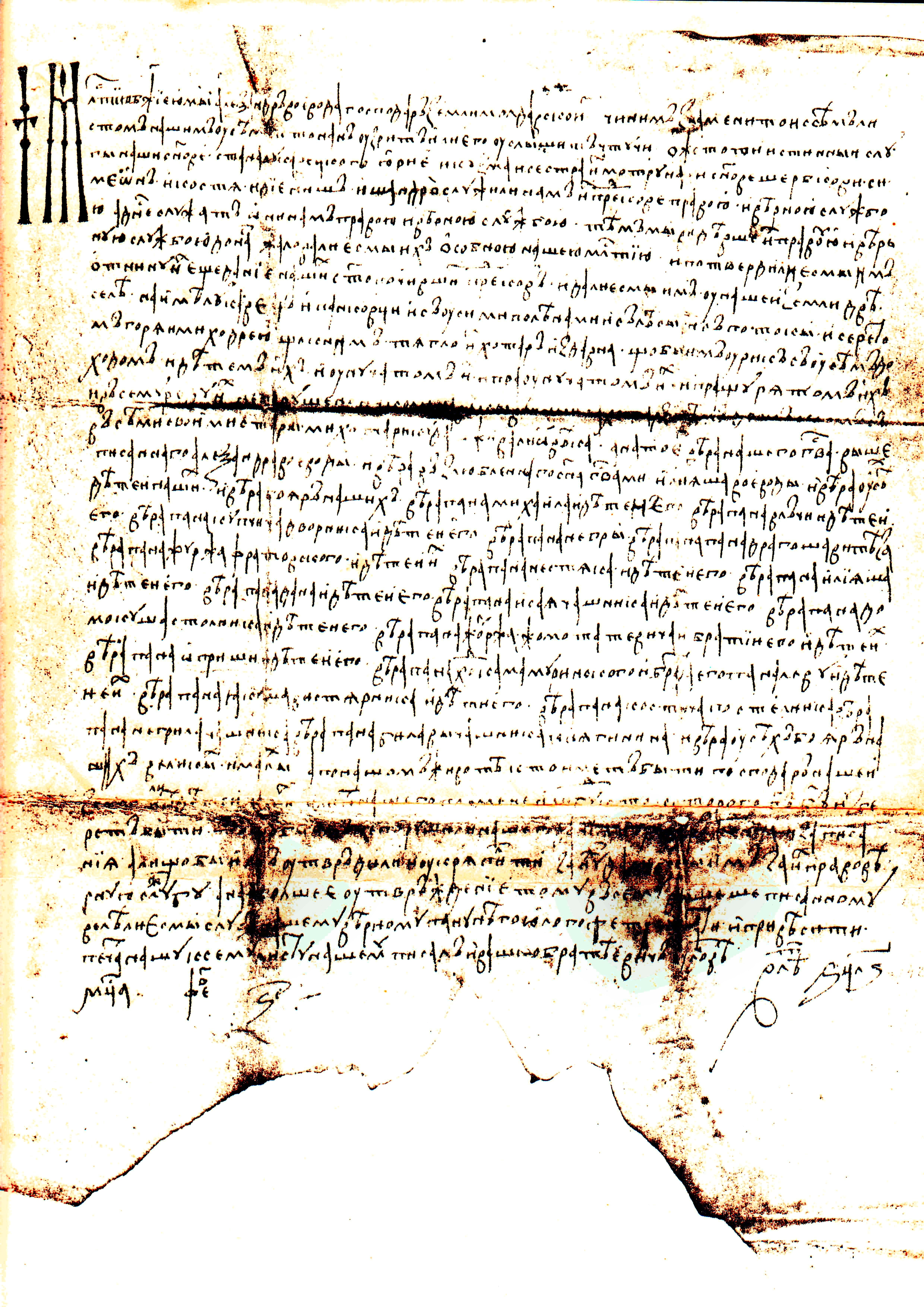
Uricul lui Alexandru cel Bun din 1428

Istoria satului Luncavăț începe înainte de Descălecat, când un oarecare Pancu, tatăl lui Luca și predecesorul familiei Wassilko, defrișează pădurea pe malul stâng al Siretului Mare și întemeiază vatră de sat pentru sine pentru ultimul său copil, așa cum era datina vremii, apoi urcă prin lunca Siretului și, dincolo de confluența acestuia cu pârâul Mihodra, ctitorește vatră de sat și pentru acest fecior Luca. Localitatea a făcut parte din regiunea istorică Bucovina a Principatului Moldovei. Prima mențiune documentară a avut loc în uricul lui Alexandru cel Bun de la 16 februarie 1428 pentru Stan și Șerbco, fiii lui Luca.
În ianuarie 1775, ca urmare a atitudinii de neutralitate pe care a avut-o în timpul conflictului militar dintre Turcia și Rusia (1768-1774), Imperiul Habsburgic (Austria de astăzi) a primit o parte din teritoriul Moldovei, teritoriu cunoscut sub denumirea de Bucovina. După anexarea Bucovinei de către Imperiul Habsburgic în anul 1775, localitatea Lucavăț a făcut parte din Ducatul Bucovinei, guvernat de către austrieci, făcând parte din districtul Vijnița (în germană Wiznitz).
După Unirea Bucovinei cu România la 28 noiembrie 1918, satul Lucavăț a făcut parte din componența României, în Plasa Răstoacelor a județului Storojineț. Pe atunci, majoritatea populației era formată din ucraineni, existând și comunități importante de români și de evrei.
Ca urmare a Pactului Ribbentrop-Molotov (1939), Bucovina de Nord a fost anexată de către URSS la 28 iunie 1940, reintrând în componența României în perioada 1941-1944. Apoi, Bucovina de Nord a fost reocupată de către URSS în anul 1944 și integrată în componența RSS Ucrainene. Satele Lucavățul de Sus și Lucavățul de Jos s-au unit formând un singur sat, Lucavăț.
Începând din anul 1991, satul Lucavăț face parte din raionul Vijnița al regiunii Cernăuți din cadrul Ucrainei independente. Conform recensământului din 1989, numărul locuitorilor care s-au declarat români plus moldoveni era de 7 (4+3), adică 0,28% din populația localității .
Prin decizia Consiliului Suprem al Ucrainei nr. 2372-IV din 29 ianuarie 2005, satul și-a schimbat denumirea ucraineană de Луківці (transliterat Lukivți), revenind la denumirea veche de Лукавці (transliterat Lukavți). În prezent, satul are 2.608 locuitori, preponderent ucraineni.

## Demografie
Componența lingvistică a localității Lucavăț
     Ucraineană (98,96%)
     Alte limbi (0,93%)
Conform recensământului din 2001, majoritatea populației localității Lucavăț era vorbitoare de ucraineană (98,96%), existând în minoritate și vorbitori de alte limbi.
1930: 3.794 - Lucavățul de Jos și 2.379 - Lucavățul de Sus 
1989: 2.467 (recensământ)
2007: 2.608 (estimare)

### Recensământul din 1930
Componența etnică a comunei Lucavăț (județul Storojineț)
     Români (3,35%)
     Germani (4,23%)
     Evrei (7,92%)
     Ruteni (71,66%)
     Polonezi (5,03%)
     Ruși (2,21%)
     Altă etnie (5,6%)
Componența confesională a comunei Lucavăț
     Ortodocși (73,15%)
     Romano-catolici (6,7%)
     Mozaici (8%)
     Evanghelici\Luterani (2,75%)
     Greco-catolici (1,75%)
     Ortodocși de rit vechi (lipoveni) (7,64%)
     Altă religie (0,01%)
Conform recensământului efectuat în 1930, populația comunei Lucavăț (pe atunci comunele Lucavățul de Jos și Lucavățul de Sus) se ridica la 6.137 locuitori. Majoritatea locuitorilor erau ruteni (71,66%), cu o minoritate de germani (4,23%), una de evrei (7,92%), una de români (3,35%), una de polonezi (5,03%) și una de ruși (2,21%). Alte persoane s-au declarat: cehi\slovaci (1 persoană), armeni (2 persoane) și altă etnie (367 de persoane, dar probabil aceștia erau, marea majoritate, ruși lipoveni). Din punct de vedere confesional, majoritatea locuitorilor erau ortodocși (73,15%), dar existau și romano-catolici (6,7%), mozaici (8,0%), greco-catolici (1,75%), evanghelici\luterani (2,75%) și ortodocși pe stil vechi (lipoveni) (7,64%). Alte persoane au declarat: armeano-catolici (2 persoane), armeano-gregorieni (1 persoană) și musulmani (1 persoană).

## Personalități
- Alexandru Vasilco (Wassilko) (1717-1785), boier și moșier
- Mihail Gușuleac (1887-1960) - botanist român, membru corespondent al Academiei Române
- Nicolae Wassilko (1868-1924) - cavaler, mare proprietar de terenuri din Bucovina, diplomat și reprezentant al rutenilor bucovineni în Dieta Bucovinei (1898-1918) și în Parlamentul austriac (1907-1918). El a fost unul dintre susținătorii instituirii unui stat ucrainean în teritoriile locuite de ruteni din Imperiul Austro-Ungar. A deținut funcții diplomatice ale statelor ucrainene efemere instituite după primul război mondial.

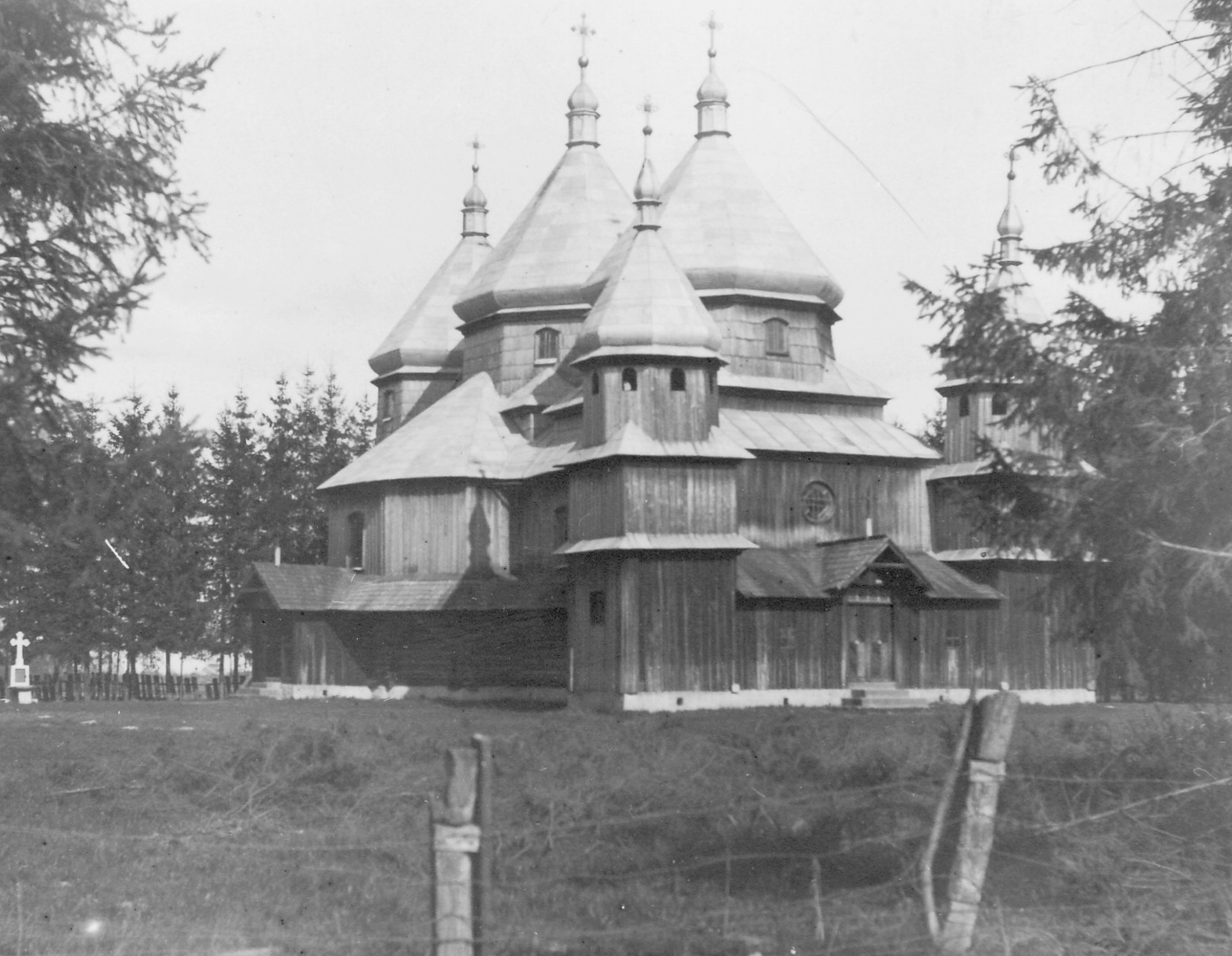
Biserica de lemn cu hramul „Sf. Parascheva" în 1936

## Obiective turistice
- Biserica de lemn cu hramul „Sf. Parascheva" - construită în anul 1898 [5]
- Biserica de lemn cu hramul „Sf. Nicolae" - construită în anul 1905 [6]